# René Marie (Rennfahrer)

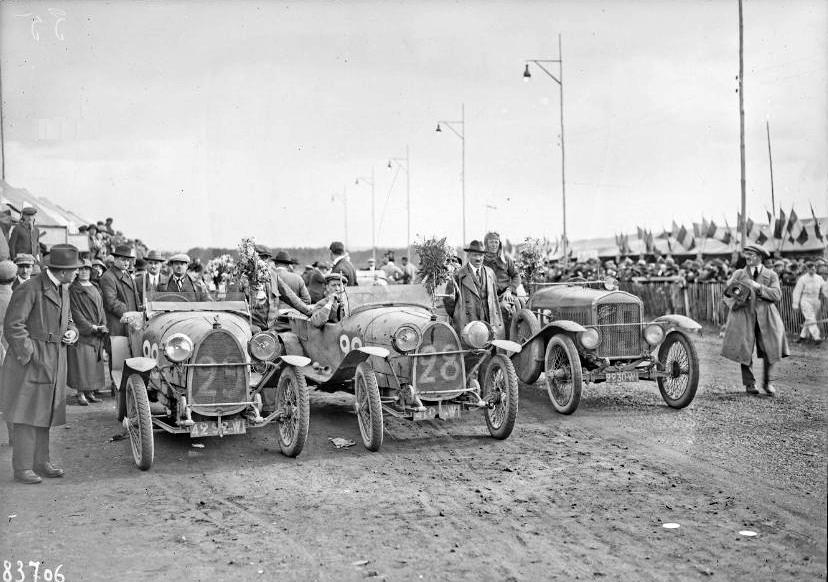
Der Bugatti Brescia 16S (Startnummer 28, Mitte), von Louis Pichard und René Marie vor dem Start zum 24-Stunden-Rennen von Le Mans 1923

René Victor Ambroise Marie (* 31. Januar 1890 in Suresnes; † 30. März 1971 in Rueil-Malmaison) war ein französischer Autorennfahrer.

## Karriere
René Marie bestritt Sportwagenrennen in den frühen 1920er-Jahren. Zweimal war er beim 24-Stunden-Rennen von Le Mans am Start. 1923 erreichte er gemeinsam mit Louis Pichard auf einem Bugatti Brescia 16S den 22. Rang in der Gesamtwertung. 1924 fiel er nach einem technischen Defekt aus.
Den Coupe Georges Boillot 1924 konnte er ebenfalls nicht beenden.

## Statistik

### Le-Mans-Ergebnisse
| Jahr | Team                                      | Fahrzeug             | Teamkollege     | Platzierung | Ausfallgrund |
| ---- | ----------------------------------------- | -------------------- | --------------- | ----------- | ------------ |
| 1923 | Automobiles Bugatti                       | Bugatti Brescia 16S  | Louis Pichard   | Rang 22     |              |
| 1924 | Établissements Industriels Jacques Bignan | Bignan 2 Litre Sport | Henri Springuel | Ausfall     | Motorschaden |